# Javorova
Javorova (en serbe cyrillique : Јаворова) est un village du nord-est du Monténégro, dans la municipalité de Berane.

## Démographie

### Évolution historique de la population
| 1948 | 1953 | 1961 | 1971 | 1981 | 1991 | 2003 |
| ---- | ---- | ---- | ---- | ---- | ---- | ---- |
| 225  | 285  | 270  | 265  | 225  | 193  | 117  |